# پرس اندور
پرس اندور (به انگلیسی: Perth-Andover) یک منطقهٔ مسکونی در کانادا است که در نیوبرانزویک واقع شده‌است. پرس اندور ۱٬۵۹۰ نفر جمعیت دارد.